# Кумби-Сале
Кумби-Сале (араб. كومبي صالح‎) — городище в Африке, на территории современной Мавритании к северу от Ниоро (Мали), бывшая столица империи Гана.
Развалины города, просуществовавшего с IV до XIII века, были открыты в 1913 году.
Город имел важное торговое значение: соль из Сахары отправлялась на юг, а купцы с севера скупали металлы (золото) и рабов. В процессе раскопок, проведённых в 1949—1950 годах, были обнаружены постройки, захоронения, в том числе мусульманские, орудия из железа, керамика, бусы, произведённые до XI века.